# 兜率天
兜率天，又譯為兜卒天、都率天、覩史多天、兜率陀天、率陀天，意思是「具有歡喜」，意譯知足天、妙足天、喜足天、喜樂天，佛經記載乃「欲界六天」（四天王天、忉利天、夜摩天、兜率天、樂變化天、他化自在天）之第四天。

## 内外两院
傳統上漢傳佛教一般主張此天分內外兩院：外院是凡夫果報天宮，只管享樂，直到福報用盡，屬於天界；內院是淨土，是一生补处菩萨居住的，菩薩修功圓滿，盡此一生，便下生人间成佛。藏傳佛教也有類似說法。《大方等大集經》指出兜率天有內外院之分：「善男子！云何菩薩不離如如來所許念天者？若菩薩念天，所謂念欲界天，或色界，或無色界天。念欲界天持戒果報故，受適意色聲香味觸，以天五欲遊戲娛樂，天衣飲食自恣滿足，一向受愛喜適意樂。菩薩作是念：『此一切興盛皆當衰滅，是諸天等亦當無常變異。由放逸故不造善根，先有善業今悉當盡。此諸天等雖生天上，猶未脫地獄畜生餓鬼之分。』菩薩作是念已，不悕望生欲界天處，唯除兜率天宮。兜率宮中有一生補處菩薩，於一切菩薩行以到彼岸，一切諸地，一切神通，一切諸定，一切陀羅尼，一切辯才，一切菩薩事，於一切方便等以度彼岸。」

## 軼事
86年版西遊記中孫悟空曾有讀「兜率宮」的片段，然而「率」的讀音（普通話「帥」和「綠」）在當時卻難倒了不少人，於是播音員讓孫悟空的扮演者將「率」的兩種讀音都讀了一遍，在後世的西遊記版本中兩種讀法都出現過，雖然「率」在此處的讀法已有定論，但網友們至今仍爭論不休。